# Холмс, Мэттью
Мэттью ("Мэтт") Холмс (англ. Matthew Holmes род. 8 декабря 1993, Уиган, Большой Манчестер) — британский профессиональный  шоссейный велогонщик, выступающий с 2020 года за команду мирового тура «Lotto Soudal».

## Достижения
2011
2-й Тур Уэльса (юниоры) — Генеральная классификация
1-й  — Горная классификация
2012
2-й  Чемпионат Великобритании — Групповая гонка U23
2016
7-й An Post Ras — Генеральная классификация
9-й Beaumont Trophy
2017
5-й Тур Йоркшира — Генеральная классификация
2019
6-й Тур Йоркшира — Генеральная классификация
2020
1-й — Этап 6 Тур Даун Андер